# Balin (powiat rypiński)
Balin – wieś w Polsce położona w województwie kujawsko-pomorskim, w powiecie rypińskim, sołectwo gminy Rypin.

## Podział administracyjny
| SIMC    | Nazwa     | Rodzaj    |
| ------- | --------- | --------- |
| 0997714 | Krupianka | część wsi |
| 0868804 | Szwarowy  | kolonia   |
| 0868810 | Wyręba    | kolonia   |

W latach 1975–1998 miejscowość należała administracyjnie do województwa włocławskiego.

## Demografia
W latach 1998-2021 liczba mieszkańców zmalała o 3,8%.
Według Narodowego Spisu Powszechnego (III 2011 r.) liczyła 442 mieszkańców, w tym: 233 mężczyzn i 209 kobiet. 
W 2021 r. liczyła już natomiast 400 mieszkańców, w tym: 207 mężczyzn i 193 kobiet. 
W 2023 r. liczyła 396 mieszkańców.
Jest piątą co do wielkości miejscowością gminy Rypin.

## Rys historyczny

Widok z Balina

Nazwa Balin (dawniej Balino) jest nazwą dzierżawczą pochodzącą od imienia pierwszego osadnika (prawdopodobnie od imienia Bala lub Bała) i oznaczającą do kogo osada należała. Pierwsze wzmianki o Balinie pochodzą z lat 1375 i 1475. Balin wymieniany był jako jedna z osad młynarskich. Powiat rypiński, w skład którego wchodzi również Balin, należy do najstarszych w Polsce – od XI w. Rypin był ośrodkiem odrębnej jednostki terytorialnej: najpierw okręgu grodowego czyli kasztelanii (XI-XIV w.), a następnie powiatu (od XIV w.). Mieszkańcy okolic Rypina przed zjednoczeniem ziem polskich przez Piastów należeli prawdopodobnie do plemienia Kujawian, którego terytorium obejmowało Kujawy, Ziemię Chełmińską i Ziemię Dobrzyńską.

## Charakterystyka geograficzna
Miejscowość Balin jest sołectwem wchodzącym w skład gminy Rypin. Położona jest w południowo-zachodniej jej części, na terenie powiatu rypińskiego, we wschodniej części województwa kujawsko-pomorskiego. Pod względem historyczno-geograficznym, położona jest na terenie Ziemi Dobrzyńskiej.
Leży 4 km od miasta powiatowego. Do miast w pobliżu wsi Balin możemy zaliczyć: Skępę, Lipno, Kikół, Golub-Dobrzyń, Górzno i Sierpc.

## Pomniki przyrody
W 2010 roku ustanowiono pomnikiem przyrody dwupienny ok. 240-letni dąb szypułkowy (drzewo powalone), z dwoma pniami, o obwodzie odpowiednio 337 cm/312 cm, o nazwie Dąb Julki i Daśki.